# Григорьев, Алексей Григорьевич (Герой Социалистического Труда)
Алексей Григорьевич Григорьев (8 декабря 1921 года, село Шибылги, Цивильский уезд, Казанская губерния – 19 июня 1974 года, Красноярск-26, Красноярский край) — передовик производства, слесарь.  Герой Социалистического Труда (1962).

## Биография
Родился 8 декабря 1921 года в крестьянской семье в селе Шибылги Цивильского уезда Казанской губернии (сегодня – Канашский район Республики Чувашия). Окончив семилетнюю школу, начал свою трудовую деятельность в колхозе «Герой». В 1937 году устроился на работу слесарем на вагоностроительный завод в городе Канаш. После начала Великой Отечественной войны был призван в армию. Воевал связистом в составе 48-й танковой дивизии и 17-й танковой бригады. Во время обороны Москвы получил ранение. В 1946 году был демобилизован и стал работать слесарем на авиационном заводе № 320 в Казани. Ежегодно перевыполнял план в 6 – 7 раз. С 1949 года работал на предприятиях Первого главного управления. Во время работы на химкобинате «Маяк»  участвовал в проектировании и создании нового станка, в результате чего производительность труда на комбинате увеличилась на 10 %.
С 1958 года работал слесарем на реакторном заводе в Красноярске-26. На этом заводе внедрил собственные рационализаторские предложения, после которых улучшились условия труда и ликвидирован ручной труд. Позднее работал на объекте 123 п/я № 135 по производству оружейного плутония Горно-химического комбината Министерства среднего машиностроения СССР. За образцовое выполнение специального задания  был удостоен в 1962 году звания Героя Социалистического Труда.
Неоднократно избирался депутатом городского и краевого Советов народных депутатов.

## Награды
- Герой Социалистического Труда — указом Президиума Верховного Совета СССР от 7 марта 1962  года
- Орден Ленина  (1962)
- Орден Красной Звезды - дважды
- Медаль «В ознаменование 100-летия со дня рождения Владимира Ильича Ленина» (1970)
- Почётный гражданин Железногорска (1999)

## Память
- Его именем названа одна из улиц города Железногорск.
- В 2010 году в Железногорске состоялось торжественное открытие памятной доски, посвящённой Алексею Григорьеву[1].